# Чемпионат мира по шоссейным велогонкам 2021
94-й чемпионат мира по шоссейному велоспорту проходил в бельгийском регионе Фландрия с 19 по 26 сентября 2021 года. Он стал десятым на территории Бельгии. Место проведения было выбрано в свете 100-летней годовщины проведения чемпионатов мира, когда UCI решила провести чемпионат в одной из стран-основателей.
В рамках чемпионата были проведены шоссейные групповые гонки и индивидуальные гонки на время с раздельного старта среди мужской элиты, женской элиты и мужчин в возрасте до 23 лет, а также среди юниоров обоих полов. А также прошла эстафетная смешанная командная гонка на время в рамках которой участники выступали в составе национальных сборных.

## Программа чемпионата
| Дата                      | Дисциплина           | Маршрут               | Дистанция            |
| Индивидуальные гонки      | Индивидуальные гонки | Индивидуальные гонки  | Индивидуальные гонки |
| ------------------------- | -------------------- | --------------------- | -------------------- |
| 19 сентября               | Мужчины              | Кнокке-Хейст — Брюгге | 43,3 км              |
| 20 сентября               | Андеры               | Кнокке-Хейст — Брюгге | 30,3 км              |
| 20 сентября               | Женщины              | Кнокке-Хейст — Брюгге | 30,3 км              |
| 21 сентября               | Юниорки              | Кнокке-Хейст — Брюгге | 19,3 км              |
| 21 сентября               | Юниоры               | Кнокке-Хейст — Брюгге | 22,3 км              |
| Смешанная командная гонка |                      |                       |                      |
| 22 сентября               | Смешанная эстафета   | Кнокке-Хейст — Брюгге | 44,5 км              |
| Групповые гонки           |                      |                       |                      |
| 24 сентября               | Юниоры               | Лёвен — Лёвен         | 121,4 км             |
| 24 сентября               | Андеры               | Антверпен — Лёвен     | 162,6 км             |
| 25 сентября               | Юниорки              | Лёвен — Лёвен         | 75 км                |
| 25 сентября               | Женщины              | Антверпен — Лёвен     | 157,7 км             |
| 26 сентября               | Мужчины              | Антверпен — Лёвен     | 267,7 км             |

## Результаты
| Велогонка            | Золото                                                                       | Серебро                                                                                  | Бронза                                                                                       |
| -------------------- | ---------------------------------------------------------------------------- | ---------------------------------------------------------------------------------------- | -------------------------------------------------------------------------------------------- |
| Командная гонка      |                                                                              |                                                                                          |                                                                                              |
| Смешанная эстафета   | Германия                                                                     | Нидерланды                                                                               | Италия                                                                                       |
| Смешанная эстафета   | Тони Мартин Лиза Бреннауэр Мике Крегер Макс Вальшайд Лиза Кляйн Никиас Арндт | Аннемик ван Влёйтен Риеянне Маркус Бауке Моллема Эллен ван Дейк Кун Бауман Йос ван Эмден | Марта Кавалли Элиза Лонго Борджини Филиппо Ганна Елена Чеккини Эдоардо Аффини Маттео Собреро |
| Мужская элита        |                                                                              |                                                                                          |                                                                                              |
| Групповая гонка      | Жюлиан Алафилипп · Франция                                                   | Дилан Ван Барле · Нидерланды                                                             | Михаэль Вальгрен · Дания                                                                     |
| Индивидуальная гонка | Филиппо Ганна · Италия                                                       | Ваут Ван Арт · Бельгия                                                                   | Ремко Эвенепул · Бельгия                                                                     |
| Женская элита        |                                                                              |                                                                                          |                                                                                              |
| Групповая гонка      | Элиза Бальзамо · Италия                                                      | Марианна Вос · Нидерланды                                                                | Катаржина Невядома · Польша                                                                  |
| Индивидуальная гонка | Эллен ван Дейк · Нидерланды                                                  | Марлен Рёссер · Швейцария                                                                | Аннемик ван Влёйтен · Нидерланды                                                             |
| Андеры               |                                                                              |                                                                                          |                                                                                              |
| Групповая гонка      | Филиппо Барончини · Италия                                                   | Биниам Гирмай · Эритрея                                                                  | Улав Коэй · Нидерланды                                                                       |
| Индивидуальная гонка | Йохан Прайс-Петерсен · Дания                                                 | Лукас Плапп · Австралия                                                                  | Флориан Вермеерш · Бельгия                                                                   |
| Юниоры               |                                                                              |                                                                                          |                                                                                              |
| Групповая гонка      | Пер Странд Хагенес · Норвегия                                                | Ромен Грегуар · Франция                                                                  | Мадис Михкель · Эстония                                                                      |
| Индивидуальная гонка | [[]] {{}}                                                                    | [[]] {{}}                                                                                | [[]] {{}}                                                                                    |
| Юниорки              |                                                                              |                                                                                          |                                                                                              |
| Групповая гонка      | Зои Бяcкстедт · Великобритания                                               | Кайя Шмид · США                                                                          | Линда Ридманн · Германия                                                                     |
| Индивидуальная гонка | Алёна Иванченко · Россия                                                     | Зои Бяcкстедт · Великобритания                                                           | Антонина Нидермайер · Германия                                                               |